# Населённые пункты Сарапульского района
Муниципальное образование «Сарапульский район» включает в себя 59 населённых пунктов: 17 сельских поселений в составе 15 сёл, 38 деревень, 1 станции, 2 кoрдонов и 3 населённых пунктов без определённого статуса.
Административный центр района — село Сигаево.

## Перечень населённых пунктов
Ниже приводится список населённых пунктов района по муниципальным образованиям, к которым они относятся. Жирным шрифтом выделены административные центры поселений.

### Муниципальное образование «Девятовское»
- деревня Девятово
- деревня Дикуши

### Муниципальное образование «Дулесовское»
- деревня Дулесово
- деревня Макшаки
- деревня Смолино
- село Яромаска

### Муниципальное образование «Кигбаевское»
- село Кигбаево
- деревня Глухово
- деревня Митрошино
- деревня Рябиновка
- деревня Сергеево

### Муниципальное образование «Мазунинское»
- село Мазунино
- деревня Межная

### Муниципальное образование «Мостовинское»
- село Мостовое
- деревня Заборье
- деревня Старая Бисарка

### Муниципальное образование «Нечкинское»
- село Нечкино
- село Лагуново
- деревня Юриха
- деревня Горбуново

### Муниципальное образование «Октябрьское»
- село Октябрьский
- станция Ужуиха

### Муниципальное образование «Оленье Болото»
- деревня Оленье Болото
- деревня Лысово
- деревня Степной

### Муниципальное образование «Сигаевское»
- село Сигаево
- деревня Костино
- кордон Костинский
- деревня Юшково
- деревня Борисово
- деревня Мыльники

### Муниципальное образование «Северное»
- село Северный
- деревня Пастухово

### Муниципальное образование «Соколовское»
- деревня Соколовка

### Муниципальное образование «Тарасовское»
- село Тарасово

### Муниципальное образование «Уральское»
- село Уральский
- село Паркачево
- деревня Петровка
- деревня Елькино
- деревня Верхний Бугрыш
- деревня Нижний Бугрыш
- деревня Ожгихино
- деревня Первомайский
- Дома 1121 км
- Дома 1125 км

### Муниципальное образование «Усть-Сарапульское»
- деревня Усть-Сарапулка
- деревня Непряха
- деревня Лубянки

### Муниципальное образование «Шадринское»
- деревня Шадрино
- деревня Пентеги
- село Чекалка
- деревня Новые Макшаки
- кордон Керкмасский

### Муниципальное образование «Шевыряловское»
- село Шевырялово
- деревня Антипино
- деревня Отуниха
- Дома 1133 км

### Муниципальное образование «Юринское»
- деревня Юрино
- село Выезд